# Озерки (Мокшанский район)
Озерки (Озёрки) — село   в Мокшанском районе Пензенской области России. Входит в состав Подгорненского сельсовета.

## Название
В 1910 году упоминается как село Чернозерье, Озерки тож.

## География
Село находится в северной части Пензенской области, в пределах Сурско-Мокшанской возвышенности, в лесостепной зоне, на берегах реки Озерки, при региональной автодороге 58К-205,  в 8 км к юго-западу от села Подгорное и в 55—60 км к северо-западу от Пензы.
В черте села находится Шереметьевский пруд.

### Климат
Климат характеризуется как умеренно континентальный, с холодной продолжительной зимой и тёплым летом. Среднегодовая температура воздуха — 4,6 °C. Средняя температура воздуха самого тёплого месяца (июля) — 19 °C; самого холодного (января) — −13 °C. Безморозный период длится 150 дней. Продолжительность вегетационного периода — в среднем 144 дня. Среднегодовое количество атмосферных осадков варьируется от 480 до 500 мм, из которых большая часть выпадает в тёплый период. Снежный покров устанавливается в конце ноября и держится в течение 141 дня.

## История
Основано в первой половине XIX века. 
В 1910 г. — с. Чернозерье, Озерки тож Свинухинской волости Мокшанского уезда, одна община, 69 дворов, церковь, мельница с нефтяным двигателем, шерсточесалка, синильня, 2 лавки. В 1955 г. — центр Озерского сельсовета Головинщинского района, центральная усадьба колхоза «Заветы Ильича». 
Решением Пензенского облисполкома от 11.5.1988 г. в черту села включены деревни Ивановка и Мальцевка.

## Население
| 1910 | 1926 | 1930 | 1939 | 1959 | 1979 |
| ---- | ---- | ---- | ---- | ---- | ---- |
| 377  | ↗512 | ↗535 | ↘281 | ↘141 | ↗244 |
| 1989 | 1996 | 2002 | 2010 |      |      |
| ↘127 | ↘94  | ↘71  | ↘44  |      |      |

### Историческая численность населения
В 1910—377, 1926—512, 1930—535, 1939—281, 1959—141, 1979—244, 1989—127, 1996 — 94 жителей.

## Инфраструктура
Личное подсобное хозяйство с зоной сельскохозяйственного использования, индивидуальная застройка усадебного типа.
Основа экономики — сельское хозяйство.

## Транспорт
Автобусное сообщение с райцентром. Остановка общественного транспорта «Озерки». 